# Gaivota-cinzenta
A gaivota-cinzenta (Leucophaeus modestus) é uma gaivota de médio-porte, nativa da América do Sul.

## Descrição
Não apresenta dimorfismo sexual. Os adultos chegam a ter até 45 cm de comprimento e a pesar entre 360 e 400 gramas. A cabeça é branca no verão mas cinza-amarronzada no inverno. O corpo e asas são cinza com a região dorsal sendo mais escura que a região ventral. As penas de voo são pretas e as primárias e secundárias têm pontas brancas, visíveis durante o voo. A cauda tem uma faixa preta com uma borda branca. As pernas e o bico são pretos e a íris é marrom. A vocalização é similar à da gaivota-alegre (Leucophaeus atricilla).

## Distribuição geográfica
No deserto do Atacama, a gaivota-cinzenta reproduz-se no interior, longe do litoral. Sua distribuição não-reprodutiva inclui Costa Rica, Colômbia, Equador, Peru e Chile, e já foi registrada nas Ilhas Malvinas e nas ilhas Geórgia do Sul e Sandwich do Sul. É vagante no Panamá.
Em abril de 2019, foi registrada no Brasil em Ilha Comprida, São Paulo, o primeiro registro para o país.

## Comportamento

### Reprodução
Por muitos anos, o local de reprodução da espécie foi um mistério, uma vez que nenhuma colônia havia sido identificada no litoral. Contudo, em 1945, descobriu-se que a espécie se reproduzia no deserto do Atacama, no interior do Chile. Esse ambiente quente e árido apresenta poucos predadores e é um lugar relativamente seguro para a reprodução das gaivotas. O local escolhido para o ninho, um buraco na areia e frequentemente próximo de rochas, é uma região sem disponibilidade de água a uma distância de entre 35 e 100 km da costa. Quando os filhotes nascem, os pais fazem uma viagem de ida e volta até o mar para levarcomida e água para a prole.
A umidade, velocidade do vento e a temperatura, tanto a do ar quanto a das superfícies,  variam muito a cada dia, e a gaivota têm de usar vários mecanismos termo-regulatórios para manter o seu corpo, os ovos e os filhotes em condições aceitáveis. Na parte mais quente do dia, o pai fica em cima do ninho para prevenir o aquecimento dos ovos e dos filhotes. O principal predador da espécie é o urubu-de-cabeça-vermelha (Cathartes aura), e, quando ameaçado, o pai que está incubando os ovos às vezes sai do ninho temporariamente. Desse modo, os ovos precisam ter cascas impermeáveis para evitar a perda de muita água por evaporação. Na verdade, a perda de água por evaporação nos ovos da gaivota-cinzenta é de aproximadamente um terço a que acontece nos ovos da gaivota-de-heermann (Larus heermanni), outra espécie que se reproduz no deserto.

### Alimentação
O habitat da gaivota-cinzenta consiste em praias e lamaçais ao longo da costa oeste, onde a ave usa o bico para sondar o sedimento procurando por invertebrados, em particular caranguejos-da-areia. Também alimenta-se de peixes e poliquetas, come carniça e às vezes segue barcos de pesca.

## Estado de conservação
A gaivota-cinzenta tem uma distribuição de reprodução restrita e uma distribuição de invernada limitada ao longo das costas de Equador, Peru e Chile. Acredita-se que a população esteja decrescendo. No entanto, a população total da espécie é grande o suficiente para justificar a classificação como "Pouco Preocupante", em vez de em uma categoria mais ameaçada.